# Bone Thugs-n-Harmony
Bone Thugs-n-Harmony – grupa muzyczna tworząca w gatunku hip-hop, horrorcore i R&B. Powstała w 1993 roku w Cleveland. Tworzą ją: Bizzy Bone, Flesh’n’Bone, Krayzie Bone, Wish Bone i Layzie Bone. Kojarzeni z szybkim i melodyjnym rapowaniem, swą karierę rozpoczęli od konkursów młodych talentów. Pierwszy kontrakt podpisał z nimi członek grupy muzycznej N.W.A – Eazy-E.

## Kariera

### Początki
Skład Bone Thugs początkowo tworzyli bracia: Layzie Bone (Steven Howse), Flesh’n’Bone (Stanley Howse), ich kuzyn Wish Bone (Curtis Scruggs) oraz ich przyjaciele Bizzy Bone (Bryon McCane) i Krayzie Bone (Anthony Henderson). Każdy z obecnych członków Bone Thugs rapował już od początku drugiej połowy lat osiemdziesiątych, ale jako grupa, rozpoczęli działalność od przeglądów młodych talentów, w których uczestniczyli na przełomie lat osiemdziesiątych i dziewięćdziesiątych. Nie udało im się odnieść większych sukcesów. Wkrótce zmienili swój styl na szybszy i bardziej melodyjny. Wtedy też nagrali swój pierwszy materiał, zatytułowany Faces of Death. Składa się na niego dziesięć utworów, jednak również nie zdobył uznania i wciąż pozostawali bez sponsorów. Rozczarowani niepowodzeniem, lecz wciąż chcący zrobić karierę, młodzi raperzy zebrali udali się do Los Angeles, do biur wytwórni Ruthless Records, prowadzonej przez ich idola, Eazy’ego-E, członka formacji N.W.A. Eazy, początkowo niechętny, zgodził się, by Bone Thugs zaprezentowali mu swoje umiejętności, po czym uznał, że Bone kryją w sobie ogromny talent. Ustalił datę drugiego przesłuchania, tym razem w Cleveland, rodzinnym mieście raperów. Wkrótce po tym podpisali swój pierwszy kontrakt płytowy.

### Creepin on Ah Come Up
Grupa rozpoczęła prace nad swoim pierwszym albumem. Eazy-E, choć przekonany o ogromnych możliwościach zespołu, miał wątpliwości, czy ich styl rapowania spodoba się odbiorcom muzyki. Zapadła decyzja, by debiutancka płyta Bone Thugs-n-Harmony została wydana jako minialbum. W ten sposób powstał album Creepin on Ah Come Up, na którym znalazło się siedem utworów. Mimo obaw Eazy’ego, kompozycja promowana dwoma przebojowymi singlami "Thuggish, Ruggish Bone" i "Foe tha Love of $", osiągnęła status poczwórnej platyny. Podkłady zostały skomponowane przez producenta DJ-a U-Neeka, którego raperzy z grupy poznali za pośrednictwem Eazy’ego-E. Niespodziewanie wielki sukces Creepin on Ah Come Up sprawił, że grupa zabrała się za nagrywanie nowego materiału, tym razem przeznaczonego na długogrający album. W międzyczasie niewielka, niezależna wytwórnia wydała Faces of Death.

### E. 1999 Eternal
W 1995 roku został wydany ich kolejny album pt. E. 1999 Eternal, który zawierał 17 piosenek, z których największym hitem stało się "Tha Crossroads". Również kolejny singel, "1st of tha Month" okazał się być przebojem. Płyta sprzedała się w nakładzie 6 milionów egzemplarzy w Stanach Zjednoczonych, a na całym świecie liczba ta przekroczyła 10 milionów. Tego samego roku umiera przyjaciel grupy i pionier gangsta-rapu – Eazy-E. Cały album został mu dedykowany.
W tym roku grupa nagrywa utwór "Everyday Thang", który trafia na ścieżkę dźwiękową do filmu "The Show".
W roku 1996, Bone Thugs-n-Harmony nagrywają piosenkę "Days of Our Livez", która trafia na ścieżkę dźwiękową do filmu "Set It Off" i staje się wielkim hitem. Ten sam utwór możemy usłyszeć także na składance The Collection: Volume One.

### The Art of War
W międzyczasie, w przerwach między koncertami i załatwianiem formalności związanych z wytwórnią Mo Thugs Records, Bone Thugs-n-Harmony pracowali nad nową płytą. Bazując na sukcesie "Crossroads" i "Dayz of Our Lives" raperzy zdecydowali, że będzie to podwójny album. Podporządkowali go, podobnie jak "Family Scriptures", swojej nowej filozofii "żołnierzy Boga". Pierwsza płyta zatytułowana jest "World War I", druga zaś "World War II". Na tym albumie znalazł się jeden z ostatnich nagranych przez 2Paca utworów, "Thug Luv" oraz druga część "Everyday Thang". Premiera Art of War, początkowo planowana na pierwsze zimowe miesiące 1997 roku, przesunięta została na lipiec z powodu Flesha, który 15 stycznia 1997 roku oddał się w ręce policji, po zlekceważeniu obowiązku uczęszczania na zajęcia resocjalizujące. Flesh opuścił więzienie na początku lipca i wraz z resztą grupy wyruszył na trasę promującą ich nowy album. Album Art of War osiągnął mniejszy sukces komercyjny sprzedając się w nakładzie 4 milionów egzemplarzy w samych Stanach.

### BTNHResurrection
Po wydaniu składanki The Collection, Vol. 1 zaczęły krążyć plotki o rozpadzie Bone Thugs-n-Harmony, dlatego ich kolejny album został zatytułowany "BTNHRessurection". Ponownie produkcją podkładów zajął się DJ U-Neek (tym razem wspólnie z Jimmym "JT" Thomasem). Promują go single "Resurrection (Paper, Paper)", "Can't Give It Up" i "Change the World". BTNHRessurection osiągnął jeszcze mniejszy sukces komercyjny niż poprzedni album i sprzedał się w nakładzie dwóch milionów egzemplarzy.

### Thug World Order
Pod koniec października 2002 roku Bone Thugs wracają na scenę muzyczną z płytą Thug World Order. Znajduje się na niej 16 utworów. Album promują single "Money, Money" i "Home" (w którym wykorzystano sample z piosenki Phila Collinsa "Take Me Home"). Thug World Order został nagrany bez udziału Flesh’n’Bone, który odbywał wyrok w więzieniu. Podobnie jak poprzednia produkcja grupy (którą była The Collection: Volume Two), ten album również otrzymuje złotą płytę.

### Beefy
Grupa rapowa z Memphis – Three 6 Mafia nagrała utwór "Live by yo rep" będący dissem skierowany do Bone Thugs-N-Harmony. Zarzucali oni młodym raperom z Cleveland, że kopiują ich szybki styl rapowania. Kontrargumentem była piosenka "Ready 4 War". Dissy zawierające podobne zarzuty wydali także Twista, Do or Die i Crucial Conflict. Bone Thugs odpowiedzieli "U Ain’t Bone" i "Look Into My Eyes". Spór między nimi został zażegnany.

## Dyskografia
- Faces of Death (1993)
- Creepin on ah Come Up (1994, minialbum)
- E. 1999 Eternal (1995)
- The Art of War (1997)
- BTNHResurrection (2000)
- Thug World Order (2002)
- Thug Stories (2006)
- Strength & Loyalty (2007)
- Uni5: The World’s Enemy (2010)

## Nagrody
| Nagroda                | Kategoria                                                           | Utwór/Album          | Rok  | Wynik     |
| ---------------------- | ------------------------------------------------------------------- | -------------------- | ---- | --------- |
| Grammy Awards          | "Nagroda Grammy w kategorii Best Rap Album"                         | E. 1999 Eternal      | 1996 | Nominacja |
| Grammy Awards          | "Nagroda Grammy w kategorii Best Rap Performance by a Duo or Group" | 1st of tha Month     | 1996 | Nominacja |
| Grammy Awards          | "Nagroda Grammy w kategorii Best Rap Performance by a Duo or Group" | Tha Crossroads       | 1997 | Wygrana   |
| American Music Awards  | "Ulubiony artysta Rap/Hip-Hop"                                      | Bone Thugs-n-Harmony | 1996 | Nominacja |
| American Music Awards  | "Ulubiony artysta Rap/Hip-Hop"                                      | Bone Thugs-n-Harmony | 1997 | Nominacja |
| American Music Awards  | "Ulubiony artysta Rap/Hip-Hop"                                      | Bone Thugs-n-Harmony | 1998 | Wygrana   |
| American Music Awards  | "Ulubiony duet, lub grupa Rap/Hip-Hop"                              | Bone Thugs-n-Harmony | 2007 | Wygrana   |
| MTV Video Music Awards | "MTV Video Music Award for Best Special Effects"                    | Tha Crossroads       | 1996 | Nominacja |
| MTV Video Music Awards | "MTV Video Music Award - Viewer's Choice"                           | Tha Crossroads       | 1996 | Nominacja |
| MTV Video Music Awards | "MTV Video Music Award – teledysk roku"                             | Tha Crossroads       | 1996 | Nominacja |
| MTV Video Music Awards | "MTV Video Music Award for Best Group Video"                        | Tha Crossroads       | 1996 | Nominacja |